# Liu Peixuan
Liu Peixuan (chinesisch 刘沛轩; * 7. November 1992 in Changsha) ist ein chinesischer Badmintonspieler.

## Karriere
Liu Peixuan gewann bei der Junioren-Weltmeisterschaft 2009 Bronze im Mixed mit Xia Huan. Den India Grand Prix 2010 gewann er im Mixed gemeinsam mit Tang Jinhua. Mit ihr wurde er auch beim China Masters 2010 Fünfter.

## Sportliche Erfolge
| Saison | Veranstaltung              | Disziplin | Platz | Name                      |
| ------ | -------------------------- | --------- | ----- | ------------------------- |
| 2009   | Junioren-Weltmeisterschaft | Mixed     | 3     | Liu Peixuan / Xia Huan    |
| 2010   | India Open Grand Prix      | Mixed     | 1     | Liu Peixuan / Tang Jinhua |
| 2010   | China Masters              | Mixed     | 5     | Liu Peixuan / Tang Jinhua |